# Arawa detractus
Arawa detractus är en insektsart som beskrevs av Walker 1858. Arawa detractus ingår i släktet Arawa och familjen dvärgstritar. Inga underarter finns listade i Catalogue of Life.